# Alfons 2. af Portugal
Alfons 2. (portugisisk: Afonso II), kaldet Alfons den Tykke (portugisisk: Afonso o Gordo), (født 23. april 1185, Coimbra, død 25. april 1223, Coimbra) var konge af Portugal fra 1211 til 1223.
Han var anden men ældste overlevende søn af sin forgænger kong Sancho 1.
Alfons 2. var i sit ægteskab med Urraca af Kastilien bl.a. far til datteren Eleonora af Portugal, som var gift med Valdemar den Unge, der fra 1215 til 1231 var medkonge til sin far Kong Valdemar Sejr af Danmark. Han blev efterfulgt af sin ældste søn Sancho 2.

## Eksterne links
- Wikimedia Commons har flere filer relateret til Alfons 2. af Portugal

1. ↑  Navnet er anført på engelsk og stammer fra Wikidata hvor navnet endnu ikke findes på dansk.